# Aceratoneuromyia wayanadensis
Aceratoneuromyia wayanadensis är en stekelart som beskrevs av T.C. Narendran och Santhosh 2005. Aceratoneuromyia wayanadensis ingår i släktet Aceratoneuromyia och familjen finglanssteklar. Inga underarter finns listade i Catalogue of Life.